# Anu

Signo cuneiforme que se empleaba en la tercera dinastía de Ur para representar a Anu.

En la mitología sumeria, An (en sumerio *An 𒀭 ‘cielo’) o Anu (en acadio) era el dios del cielo, señor de las constelaciones, rey de los dioses, que vivía con su esposa, la diosa Ki (en sumerio, "tierra" o Antu en acadio), en las regiones más altas del cielo.
Se creía que tenía el poder de juzgar a los que habían cometido delitos, y que había creado las estrellas como soldados para destruir a los malvados. Su atributo era la tiara real. Su sirviente y ministro era el dios Ilabrat.
Fue uno de los más antiguos dioses del panteón sumerio, y formaba parte de una tríada de grandes dioses, junto a Enlil, dios del aire y la atmósfera y a Enki (también conocido, en acadio, como Ea), dios de la tierra o de los "cimientos". Era considerado como el padre y primer rey de los dioses. An es asociado con el templo E-anna de la ciudad de Uruk (la Erech bíblica), en el sur de Babilonia y hay buenas razones para creer que este lugar sería la sede original del culto a An. Si esto fuese correcto, entonces la diosa Inanna (o, en acadio, Ishtar) de Uruk puede, en algún momento, haber sido su consorte.
Fue posteriormente asimilado por el dios Assur (asirio-babilónico), y el dios Marduk (kasita-babilónico).

## Descripción
Su templo de Uruk se llamaba E-an-na (‘casa del cielo’).
«En el cielo está Anu sobre su trono, revestido de todos los atributos de la soberanía: el cetro, la diadema, el tocado, el báculo».
Las estrellas constituían su ejército.
Simbólicamente, el rey recibía su poder directamente de Anu.
Por eso le invocaban solo los soberanos y no el resto de los mortales.
Era el «padre de los dioses» (abû ilâni),
«padre de los cielos» (ab shamê),
«rey del cielo» (il shamê).
El equivalente semítico occidental de Anu sería el dios Ël.
Y también parece tener equivalencia con el dios Dagón de los filisteos y fenicios.
Pero al igual que los demás dioses celestes, con el tiempo, Anu dejaría de desempeñar un papel capital y entraría en el denominado síndrome del deus otiosus.
Se supone que en un principio (antes del 2500 a. C.) era el dios más importante del panteón sumerio, y de la "Tríada Sumeria" de dioses principales, pero luego en tiempos acadios y babilonios, fue perdiendo relevancia y fue sustituido por Enlil o Enki en este papel, y luego por los distintos dioses regionales (Marduk, Assur, etc). Pese a esto, siempre tuvo un papel preponderante en todos los panteones como demiurgo o dios original del Universo, aunque sus características concretas nunca estuvieron muy definidas.
La leyenda cuenta, que era hijo de Anshar y Kishar y él fue quien dio el "poder de los cuatro vientos" o el "poder de Anu" a Marduk para poder enfrentar a Tiamat (véase Enuma Elish), luego de ser enviado por Anshar en una misión de paz, en la que fracasó. Su lugar de culto se centró en Uruk y su descendencia eran los Annunaki (hijos de An y Ki) o Anunna (hijos de An). Junto a Enlil, dan a varios dioses sus regiones terrenales de influencia.
Nota: Con el establecimiento de los nuevos imperios asirio y babilónico, los roles de los primitivos dioses son supeditados tanto al Assur asirio-babilónico, como al Marduk kasita-babilónico - aunque es muy posible que ambos sean el mismo dios – donde estos aparecen como herederos-reinantes de los antiguos dioses mesopotámicos, quedando Anu/Dagan, ya asimilado entre ellos.
En las inscripciones reales de finales del II milenio y principios del I milenio a. C., tanto en Asiria como en Babilonia, aparecen como los electores de los reyes.
Hacia el 883-859 a. C., Assurnasirpal II de Asiria (del imperio neoasirio), se declara el Amado de Anu y Dagan (como entes divinos primigenios creadores del mundo). Estas teogonías continuarán en el tiempo en Oriente Próximo y Mesopotamia, con pequeños cambios, hasta la llegada del periodo helénico y seléucida.

## Mitología

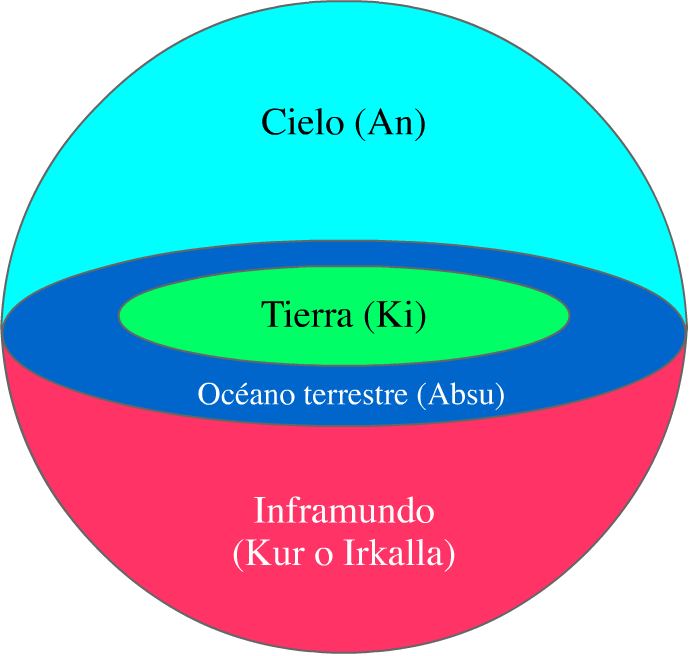
Cosmología sumeria.

Inicialmente, según la leyenda, estaban mezcladas el agua del mar, el agua de los ríos y la niebla, en un solo cuerpo y cada una personificada por tres dioses: la madre Tiamat, el padre Apsu y el visir Mummu. El agua del mar y el agua de los ríos engendraron a Lahmu y Lahamu, dioses que representaban el sedimento (suelo, lodo), y estos a su vez engendraron a Anshar y Kishar (aunque no está del todo claro, si son hijos de Lahmu y Lahamu o de Apsu y Tiamat), los dos horizontes, límites de Todo el Cielo y de Toda la Tierra, y estos a su vez engendraron a An. En un principio la Tierra y el Cielo estaban unidos y fueron una montaña que emergió del Océano primitivo. El pico de la montaña, que tenía su base en la Tierra, tocó el Cielo. An, era el Cielo y Ki/Ninhursag la Tierra. Nammu, madre de Ki, era el Océano primigenio que rodeaba a la Tierra, el caos original. An y Ki engendraron un hijo, Enlil (En significa 'Señor', y lil 'del aire'), que al nacer, separó a sus padres, el Cielo y la Tierra, y así se creó el día (el alba).

### Mito del trigo
En este mito sumerio, An bajó el trigo, la cebada y el cáñamo de su reino de los cielos a la tierra, pero su hijo Enlil procedió a amontonarlo todo y ocultarlo en una montaña, cerrada con una gran puerta.
Compadecidos de los sumerios, el dios secundario del inframundo, Ninazu, junto a la diosa Ninmah decidieron  hacer conocer el trigo a Sumeria, "el país que no lo conocía".

### Sus hijos
Según parece, junto a su consorte Ki (luego, para los acadios, Antu), eran los antepasados de la mayor parte de los Anunnaki, siendo Enlil el más conocido. Los textos relatan que junto a Nammu, dio vida a Enki (otro gran dios y patrón) y a Ningikuga y que junto a Uras, engendró a Nin'insinna. También aparecen como hijos suyos y de su consorte Ki (Antu): Enlil, los Igigi, los Sebitti, Gulu, Gibil, Nusku, Martu y Gatumdu.

## Astronomía
Astronómicamente estaba asociado con el Camino de An (o Sendero de An), región de la bóveda celeste coincidente con el ecuador. Posteriormente se definiría dicha región como el espacio entre los dos trópicos. Tenía asociado el número 60, cifra sagrada para los sumerios. Su ideograma en caracteres cuneiformes también servía para describir la palabra «dios», Dingir en idioma sumerio, e Ilum en idioma acadio. Se le representaba mediante una estrella o, más frecuentemente, a partir de la época de los casitas, mediante la corona de siete pares de cuernos propia de los grandes dioses.